# Matter (romanzo)
Matter è un romanzo di fantascienza di Iain Banks pubblicato il 25 gennaio 2008 ed appartenente al Ciclo della Cultura.

## Ideazione
Da un'intervista con il quotidiano The Guardian allo Hay Literary Festival del 25 maggio 2007:
È un vero shelf-breaker (letteralmente rompi-scaffale)," dice entusiasticamente. "È un testo composto da 204.000 parole di cui le ultime 4.000 costituite da appendici e glossari. È talmente complicato che anche nella sua complessità è complesso. Non sono sicuro che gli editori inseriranno le appendici, ma i lettori ne avranno bisogno. È pieno zeppo di neologismi e personaggi che scompaiono per 150 pagine e poi ritornano, con un sacco di flashback e flashforward. E la storia coinvolge differenti civiltà a diversi stadi di evoluzione tecnologica. C'è persino un gruppo che ha deciso di smaterializzarsi in una società non basata sulla materia".»
Anche il titolo provvisorio del precedente romanzo di Banks, The Steep Approach to Garbadale, era Matter.

## Temi
Oltre ad un certo numero di altri temi, questo libro si occupa soprattutto del concetto di 'mentoring' galattico delle razze minori presenti nell'universo di Banks. Tema già affrontato in altri libri del ciclo ma non in maniera così esplicita come in quest'ultimo romanzo. Nel libro, ad esempio, la specie dei Sarl, ad un livello tecnologico pre-industriale, è guidata dalla specie più avanzata degli Oct che fa loro da mentore, a sua volta sotto la guida dei Nariscene, a loro volta sotto la supervisione dei Morthanveld, una specie praticamente equivalente per potenza e sofisticazione alla Cultura stessa. Regole flessibili ma relativamente forti legano tutte queste relazioni, con lo scopo di permettere alle specie meno evolute di evolvere, sia a livello tecnologico che culturale, e per prevenire la loro scomparsa una volta venuti a conoscenza dei poteri delle civiltà diversi ordini di grandezza superiori a loro.

## Trama
Il libro segue le vicende di tre membri della famiglia reale dei Sarl, una razza umanoide stanziata sull'ottavo livello del mondoscudo di Sursamen. Il mondoscudo è un antico pianeta artificiale con molteplici livelli sotterranei abitati da un gran numero di specie differenti - protette e guidate da specie più evolute, a loro volta guidate e osservate da altre specie più avanzate, denominate l'Optimae (di cui anche la Cultura fa parte, nonostante Sursamen non sia direttamente sotto la sua sfera d'influenza). Ferbin, l'erede al trono della dinastia Sarl, è stato costretto ad abbandonare il suo livello natale sul mondoscudo in seguito all'assassinio di re Hausk, suo padre, ad opera di tyl Loesp, il secondo in comando, un atto di cui fu direttamente testimone in segreto. Oramen, suo fratello, alla presa con gli studi, è ignaro della slealtà - credendo pienamente a tyl Loesp, e in seguito alla scomparsa di Ferbin permette a tyl Loesp di assumere momentaneamente il ruolo di reggente al suo posto finché non raggiungerà l'età giusta.
Gli Oct, la specie mentore dei Sarl, nel frattempo sono occupati nell'organizzare l'insediamento del nono livello di Surseman, usando i Sarl come loro pedine. Diviene sempre più evidente che stanno cercando qualcosa nascosto nella Città Senzanome, una metropoli ricoperta da eoni di strati di sedimenti recentemente portata alla luce dalla Hyeng-zhar, un'enorme cascata d'acqua del nono livello. 
Altrove, Djan Seriy Anaplian, un'altra figlia di re Hausk, che molti anni prima dell'assassinio di suo padre lasciò Sursamen per divenire un membro della Cultura, e di Circostanze Speciali, decide di ritornare su Sursamen, in principio solo per portare rispetto al suo padre morto. Sulla via del ritorno, si riunisce con il fuggitivo Ferbin e il suo fedele (ma sempre più occupato) servo Choubris Holse, e scopre non solo che suo padre è stato ucciso, ma anche che gli Oct stanno pianificando qualcosa di misterioso su Sursamen. Circostanze Speciali le chiede di investigare.

## Edizioni
- Iain Banks, Matter, Orbit Books, 2008,  pp. 593 (copertina rigida), ISBN 978-1-84149-417-3.
- Iain M. Banks, Matter, collana Urania Jumbo, Mondadori, 2024.